# Tinamú de bec corbat
El tinamú de bec corbat (Nothoprocta curvirostris) és el nom científic d'un ocell de la família dels tinàmids (Tinamidae) que viu a praderies andines de l'Equador.